# Чернево (река)
Чернево или Биралската река (на гръцки: Μαυρόρεμα, до 1968 година: Τσερνέβο, Цернево, Χείμαρρος Περδίκα) е река в Кайлярско, Южна Македония, приток на Килот (Килада).

## Описание
Реката извира в Мурик, северно под връх Мурик (1703 m). Тече в североизточна посока и излиза от планината западно от Емборе (Емборио). Тук приема левия си приток Череши, минаващ през Лъка (Милохори) и влиза в регулиран канал под името Цирога. Тече на североизток успоредно на Кайлярския рид. Приема левия си приток Белева река (Ксиропотамос). Минава източно от Чор (Галатия) и завива на изток, като прави серия меандри. Южно под Черни връх (702 m) на реката е разположен язовирът Биралско езеро. Под името Кайлар Кури минава през Биралци (Пердикас) и се влива в Килот срещу село Котлари (Пендаврисос).

## Водосборен басейн
→ ляв приток, ← десен приток
- → Череши
- → Белева река (Крива река)
- → Рам дол